# 潤泰創新國際
潤泰創新國際股份有限公司（Ruentex Development Co.,Ltd.），簡稱潤泰創新國際、潤泰創新、潤泰新，一家中華民國（台灣）的大型連鎖建築工程業。原名潤泰建設股份有限公司，於1977年9月12日成立，由潤泰企業集團總裁尹衍樑所創設。1992年股票上市，為反映多角化營運佈局、彰顯全方位國際視野，於2002年更為現名。

## 發展簡史
- 1977年9月12日，成立「潤泰建設股份有限公司」。
- 1992年4月30日，公開上市。
- 2002年，正式更名為「潤泰創新國際股份有限公司」。
- 2012年12月18日，潤泰松山車站大樓BOT美食街先完工[2]。
- 2014年12月19日，潤泰南港車站大樓BOT部分完工。
- 2015年4月28日，台北捷運三重站要蓋CITYLINK賣場，地下規劃轉運站[3]。
- 2017年11月24，潤泰創新與日本文化便利俱樂部旗下品牌「蔦屋」有合作特許加盟關係，由潤泰創新開台灣二號店（CITYLINK松山店，2017年11月開幕）、三號店（CITYLINK內湖店，2018年3月29日開幕）、四號店（南港店，2018年底） [4][5]。
- 2023年11月9日宣布台北東區門戶計畫最大指標型公辦都更案「南港之星」動土，總投資金額350億元以上，由台鐵、台北市政府與潤泰創新共同合作開發[6]，位置即為南港車站五鐵共構的核心

## 經典作品

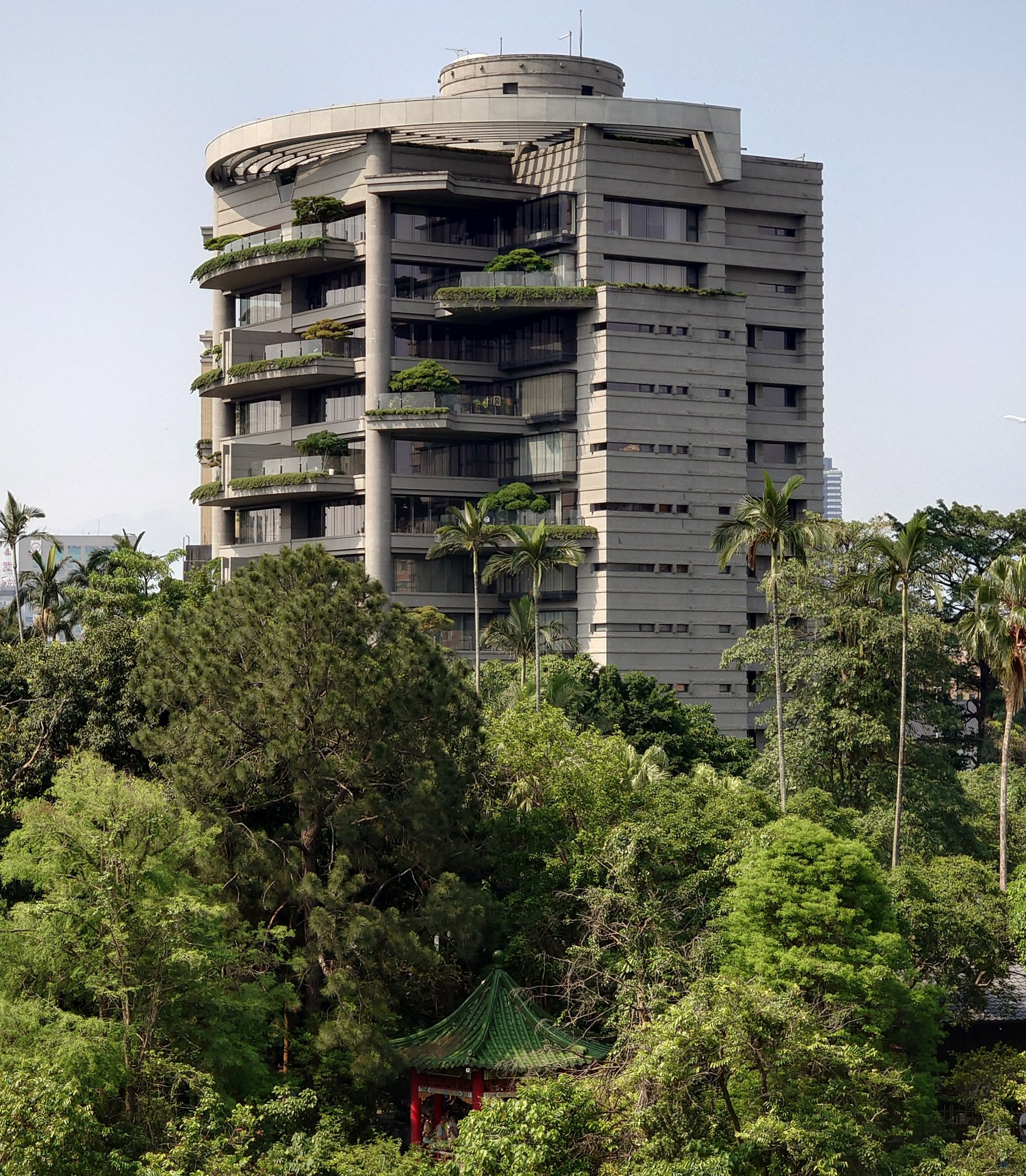
潤泰創新豪宅松濤苑，尹衍樑亦為屋主之一

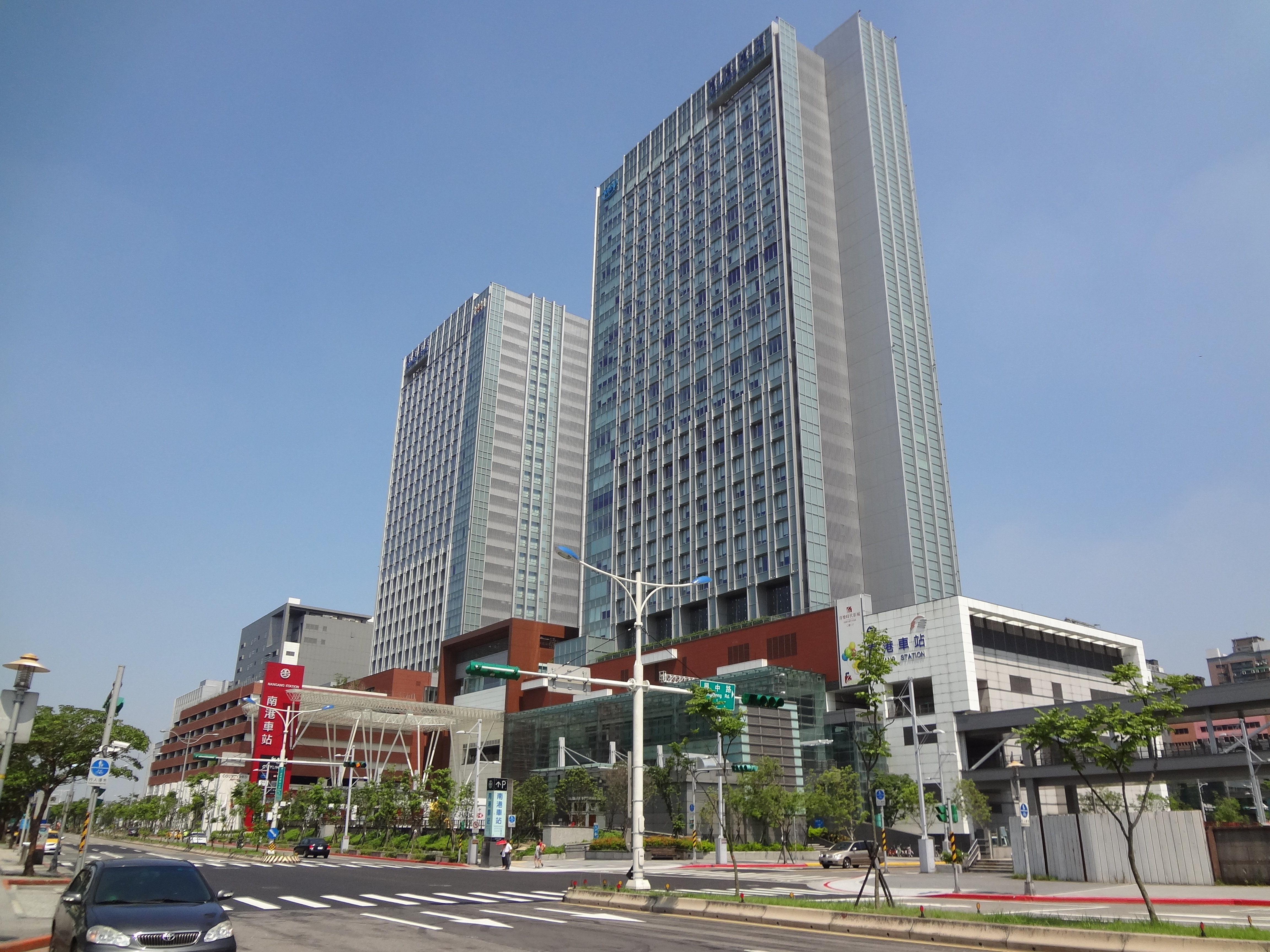
潤泰南港車站大樓

- 1991
  - 潤泰華城 (新北新店)
- 1992
  - 海景園中園 (新北淡水)
- 1997
  - 潤泰陽光四季 (新北汐止)
- 1999
  - 潤泰大家(桃園市桃園區)
- 2008
  - 潤泰敦仁 (台北大安)
- 2011 潤泰萬囍（台北萬華）
- 2014
  - 潤泰萬花園 (台北萬華)
  - 潤泰敦峰 (台北松山)
  - 潤泰禮仁 (台北大安)
- 2015
  - 松濤苑 (台北中正)
  - 潤泰松山車站大樓(台北松山)（地上權）
  - 潤泰南港車站大樓(台北南港)（地上權）

- 2016
  - 潤泰京采 (台北內湖)
  - 潤泰明峰 (新北汐止)
  - 潤泰峰盛 (新北新莊)

## 外部連結
- （繁體中文） 潤泰集團全球服務網 （页面存档备份，存于）
- （繁體中文） 台灣公司資料